# Power from Hell
Power from Hell è il primo album in studio del gruppo musicale britannico Onslaught, pubblicato nel 1985.

## Tracce
Side A - Death
1. Damnation – 0:36
2. Onslaught (Power from Hell) – 4:48
3. Thermonuclear Devastation – 1:31
4. Skullcrusher I (Instrumental) – 4:39
5. Lord of Evil – 7:07
6. Death Metal – 3:42

Side B - Metal
1. Angels of Death – 3:21
2. The Devil's Legion – 4:07
3. Steel Meets Steel – 3:55
4. Skullcrusher II (Instrumental) – 3:46
5. Witch Hunt – 3:45
6. Mighty Empress (Instrumental) – 0:58

## Formazione
- Paul Mahoney – voce
- Nige Rockett – chitarra
- Jase Stallard – basso
- Steve Grice – batteria